# Поцхверія Михайло Іванович
Михайло Іванович Поцхверія (груз. მიხეილ ფოცხვერია, рос. Михаил Иванович Поцхверия, нар. 12 серпня 1975, Курундус, Тогучинський район, Новосибірська область) — колишній грузинський та український футболіст, що грав на позиції нападника.
Насамперед відомий виступами за клуб «Шахтар» (Донецьк), а також національну збірну Грузії.

## Клубна кар'єра
Народився 12 серпня 1975 року в селищі Курундус. Батько — грузин, Іван Михайлович, мама — росіянка, Людмила Іллівна. Познайомилися вони в Сибіру, куди приїхали на заробітки. У самій Грузії Михайло прожив всього кілька років, після чого з батьками перебрався в Луганську область.
Перший тренер — Микола Данченко. Закінчив Луганський спортінтернат (тренери — Вадим Добіжа, Сергій Черних).
У дорослому футболі дебютував 1991 року виступами за «Хімік» (Сєвєродонецьк), в якому взяв участь лише у 6 матчах чемпіонату.
У сезоні 1992/93 виступав за «Динамо» (Луганськ), після чого перебрався в російський «Ростсельмаш», але грав там здебільшого за другу команду, тому того ж року повернувся в Луганськ, де став виступати за «Зорю».
Влітку 1995 рок перейшов в «Металург» (Запоріжжя), виступаючи за який зборах в Німеччині він зіграв з фарм-клубом бременського «Вердера». Після матчу до Михайла підійшли німці та запропонували перебратися до Німеччини, на який Поцхверія погодився і опинився в «дублі» «Вердера», який тоді тренував майбутній наставник першої команди Томас Шааф. Проте німці з керівництвом «Металурга» у якихось моментах не знайшли спільної мови, і Поцхверія повернувся в Запоріжжя.
Своєю грою за «запоріжців» привернув увагу представників тренерського штабу «Шахтаря» (Донецьк), до складу якого приєднався 1996 року. Відіграв за донецьку команду наступні два сезони своєї ігрової кар'єри, вигравши за цей час Кубок України та двічі стававши срібним призером чемпіонату.
В подальшому захищав кольори «Дніпра» (Дніпропетровськ) та «Аланії». «Мерані» (Тбілісі).
Завершив професійну ігрову кар'єру у грузинському клубі «Мерані» (Тбілісі), у складі якого виступав протягом 2001 року, після чого змушений був зав'язати з футболом через постійні травми.

## Виступи за збірну
1996 року дебютував в офіційних матчах у складі національної збірної Грузії. Протягом кар'єри у національній команді, яка тривала 4 роки, провів у формі головної команди країни лише 4 матчі.

## Титули та досягнення
- Срібний призер чемпіонату України (3): 1996/1997, 1997/1998, 1998/1999
- Володар Кубка України: 1997